# Дігтяр Микола Іванович
Микола Іванович Дігтяр (1916—1986) — полковник Радянської Армії, учасник Другої світової війни, Герой Радянського Союзу (1945).

## Біографія
Микола Дігтяр народився 27 грудня 1916 року в селі Шевченкове (нині — Котелевський район Полтавської області України) в сім'ї селянина. Закінчив зооветеринарний технікум. У 1936 році призваний на службу в Робітничо-селянську Червону армію. У 1938 році закінчив Чугуївське військове авіаційне училище, після чого залишився служити в ньому льотчиком-інструктором. З жовтня 1942 року — на фронтах Другої світової війни.
До квітня 1945 року гвардії майор Микола Дігтяр командував ескадрильєю 95-го гвардійського штурмового авіаполку 5-ї гвардійської штурмової авіадивізії 2-го гвардійського штурмового авіакорпусу 2-ї повітряної армії 1-го Українського фронту. До того часу він здійснив 116 бойових вильотів і 14 вильотів на розвідку. В одному з боїв отримав важке поранення. Противнику в результаті бомбово-штурмових ударів завдано серйозної шкоди.
Указом Президії Верховної Ради СРСР від 27 червня 1945 року за зразкове виконання бойових завдань командування і проявлені мужність і героїзм у боях з німецькими загарбниками гвардії майор Микола Дігтяр удостоєний високого звання Героя Радянського Союзу з врученням ордена Леніна і медалі «Золота Зірка» за номером 6041.
У 1947 році Дігтяр закінчив курси удосконалення офіцерського складу. У 1956 році в званні полковника звільнений у запас. У 1956—1972 роках працював заступником директора Всесоюзного НДІ геофізичних досліджень свердловин в місті Октябрський Башкирської АРСР, в 1973—1984 роках — начальником аеропорту в Октябрському. Помер 3 серпня 1986 року, похований у місті Котельва Полтавської області.
Також нагороджений трьома орденами Червоного Прапора, орденами Олександра Невського, Вітчизняної війни 1-го ступеня, Червоної Зірки, низкою медалей.